# Julie Kavner
Julie Deborah Kavner (7 de septiembre de 1950) es una actriz estadounidense ganadora de dos Premios Emmy, principalmente reconocida por ser la voz de Marge Simpson en la serie animada de televisión Los Simpson. Además, actuó en varias películas dirigidas por Woody Allen, e interpretó a Brenda Morgenstern en la serie Rhoda en los años 70.

## Biografía

### Primeros años
Kavner nació en Los Ángeles, California, hija de Rose, una trabajadora social, y David Kavner, un fabricante de muebles. Creció en el sur de California, lo cual sorprende a mucha gente que la identifica con su papel como la neoyorquina Brenda Morgenstern. Kavner asistió a la Escuela Secundaria Beverly Hills, y estudió Teatro, graduándose con honores en la Universidad San Diego en 1971. Su hija nació en 1984.

### Carrera
En 1975, recibió una nominación por su papel protagónico en el especial The Girl Who Couldn’t Lose. Kavner es una de las actrices que frecuentemente aparece en las películas de Woody Allen. Es vista frecuentemente como actriz de reparto. Kavner tuvo el papel de Brenda Morgenstern en el programa televisivo Rhoda. Una vez que terminó Rhoda, Kavner comenzó a trabajar en películas. Ha aparecido en varias películas de Woody Allen, incluyendo Radio Days (junto con Michael Tucker, Mia Farrow, y Diane Wiest); New York Stories (con Allen); Alice (nuevamente con Farrow); Shadows and Fog (otra vez con Allen); Hannah and Her Sisters (con Allen) y Deconstructing Harry (junto con Richard Benjamin y Julia Louis-Dreyfus). También apareció en Awakenings (junto con Robin Williams y Robert De Niro), Revenge of the Stepford Wives (1980), y la comedia de 1992 de Nora Ephron This Is My Life. Este papel en particular fue el que la iba a lanzar a la fama, pero tuvo críticas regulares y no fue un éxito de taquilla. Desde ese entonces, Kavner ha trabajado en papeles como actriz de reparto y como actriz de voz. Más recientemente, ha interpretado a la madre de Adam Sandler en Click. También trabajó en Tracey Ullman en su famoso programa de comedia, además de Tracey Takes On.
En teatro, ha trabajado bajo la dirección de Burt Reynolds en Two for the Seesaw junto con Martin Sheen en el Teatro Reynolds’s Dinner en Jupiter, Florida. En Canadá, protagonizó It Had To Be You, escrita por Renée Taylor y Joseph Bologna.
En la película de Disney El rey león 3, Kavner hizo la voz de la madre de Timón en la versión en inglés original. 

#### Los Simpson

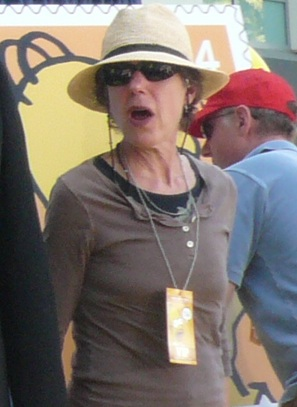
Julie Kavner en 2009.

En Los Simpson, Kavner hace las voces de Marge Simpson, Patty Bouvier, Selma Bouvier, Jacqueline Ingrid "Jackie" Bouvier y Gladys Bouvier. Es reconocida por negarse a hacer las voces de sus personajes en público. Kavner incluso no permite que la fotografíen ni filmen cuando graba las voces de Los Simpson. La razón de esto es que contorsiona su cara cuando habla, y no quiere que el público la vea. Para hacer la voz de Marge, Kavner hace crecer su voz un octavo, y la hace más áspera; para hacer las de Patty y Selma, baja su voz un octavo, y la hace aún más áspera. 
El creador de la serie, Matt Groening, dijo, "Mi idea original sobre la familia de Marge era que fuesen completamente infelices. Lo que le dije a Julie originalmente fue que debía interpretarlos como que le quitaran la vida a todo lo que ven".

## Récord
Julie Kavner posee el récord, compartido con sus compañeros de reparto en Los Simpson, de ser una de las actrices que ha estado interpretando el mismo personaje durante más tiempo. Kavner personifica a Marge Bouvier desde 1987, cuando era actriz de reparto en el programa de Tracey Ullman, y ha seguido interpretando a la esposa de Homer Simpson durante los 36 años que la serie lleva en emisión, además de personificar a la más joven de las Bouvier en la película de estos personajes, haciendo un total de 38 años de su vida artística interpretando a Marge.

## Filmografía
| Año  | Título                                         | Papel                                        |
| ---- | ---------------------------------------------- | -------------------------------------------- |
| 1980 | Revenge of the Stepford Wives                  | Megan Brady                                  |
| 1982 | National Lampoon Goes to the Movies            | Sra. Falcone                                 |
| 1985 | Bad Medicine                                   | Cookie Katz                                  |
| 1986 | Hannah and Her Sisters                         | Gail                                         |
| 1987 | Radio Days                                     | Madre                                        |
| 1987 | Surrender                                      | Ronnie                                       |
| 1989 | New York Stories (Segmento Oedipus Wrecks)     | Treva                                        |
| 1990 | Alice                                          | Decorador                                    |
| 1990 | Awakenings                                     | Eleanor Costello                             |
| 1992 | Shadows and Fog                                | Alma                                         |
| 1992 | This is My Life (Esta es mi vida en Argentina) | Dottie Ingels                                |
| 1994 | Dispuesto a todo                               | Nan Mulhanney                                |
| 1994 | Don't Drink the Water                          | Marion Hollander                             |
| 1995 | Forget Paris                                   | Lucy                                         |
| 1997 | Deconstructing Harry                           | Personaje Grace/Harry                        |
| 1998 | Dr. Dolittle                                   | Paloma                                       |
| 1999 | Judy Berlin                                    | Marie                                        |
| 1999 | A Walk on the Moon                             | Presentadora                                 |
| 2001 | Someone like You                               | Animal                                       |
| 2004 | El rey león 3                                  | Ma                                           |
| 2006 | Click                                          | Trudy Newman                                 |
| 2007 | Los Simpson: la película                       | Marge Simpson, Patty Bouvier y Selma Bouvier |

## Series
| Año           | Trabajo                | Personaje                                    |
| 1974-1978     | Rhoda                  | Brenda Morgenstern                           |
| 1987-1990     | The Tracey Ullman Show | Marge Simpson                                |
| 1996-1999     | Tracey Takes On...     |                                              |
| 1989-Presente | Los Simpson            | Marge Simpson, Patty Bouvier y Selma Bouvier |

## Videojuegos
| Año  | Juego                             | Personaje                                     |
| 1991 | The Simpsons                      | Marge Simpson                                 |
| 1996 | The Simpsons: Cartoon Studio      | Marge Simpson                                 |
| 1997 | The Simpsons: Virtual Springfield | Marge Simpson / Patty Bouvier / Selma Bouvier |
| 1999 | The Simpsons: Bowling             | Marge Simpson / Patty Bouvier / Selma Bouvier |
| 2001 | The Simpsons: Wrestling           | Marge Simpson                                 |
| 2001 | The Simpsons: Road Rage           | Marge Simpson                                 |
| 2002 | The Simpsons: Skateboarding       | Marge Simpson                                 |
| 2003 | The Simpsons: Hit & Run           | Marge Simpson / Patty Bouvier / Selma Bouvier |
| 2007 | The Simpsons Game                 | Marge Simpson / Patty Bouvier / Selma Bouvier |
| 2012 | The Simpsons: Tapped Out          | Marge Simpson                                 |